# مصمم ألعاب

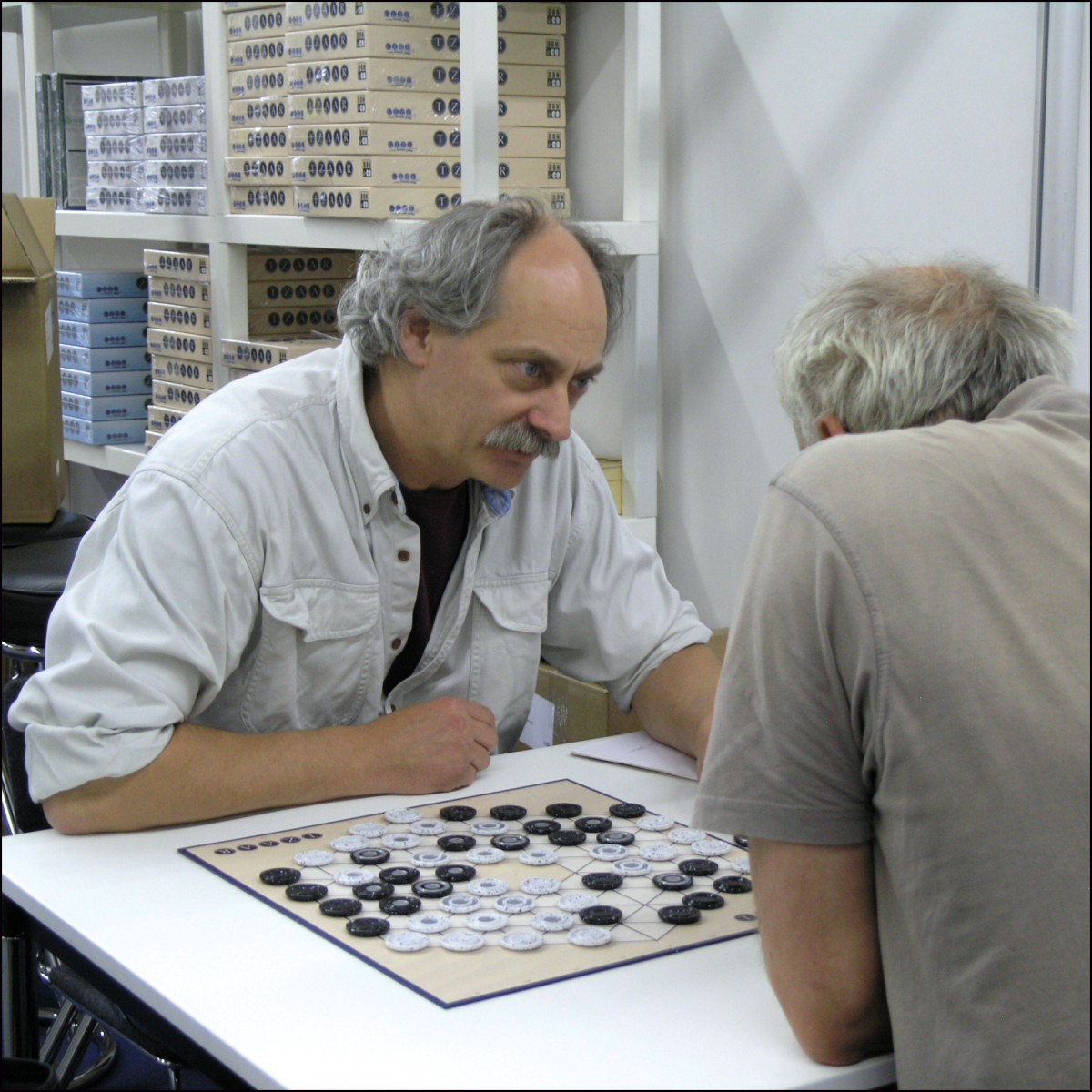

مصمم اللعبة (بالإنجليزية:Game designer) هو الشخص الذي يصمم أسلوب اللعب ، و تصور وتصميم قواعد و بنية اللعبة .العديد من المصممين بدأت حياتهم المهنية في قسم الاختبار ، حيث يمكن أن ترى الأخطاء من قبل الآخرين بشكل مباشر.
- قائد المصممين (Lead designer) ينسق العمل بين المصممين ، يضمن التواصل بين الفريق ، ويتخذ قرارات تصميم واسعة ، ويعرض التصميم خارج الفريق. وغالباً ما يكون قائد المصممين ماهراً تقنياً وفنياً. حفظ وثائق مقدمة بشكل جيد تقع أيضا ضمن مسؤوليات قائد المصممين . قد يكون قائد المصممين مؤسس شركة التطوير أو يمكن أن يرسل من قبل الناشر ، إذا تم تقديم فكرة اللعبة من قبل الناشر.

## من أشهر المصممين
- ساتوشي تاجيري
- هيديو كوجيما مصمم ميتل جير سوليد
- جاس كليف هو مصمم ألعاب فيديو لشركة فالف
- كوجي إغاراشي وهو مطور ألعاب فيديو سابق ومنتج سلسلة ألعاب الأكشن
- يوشينوري كيتاسي وهو منتج ألعاب فيديو وكاتب سيناريو ومخرج للاعاب ،يابانى الجنسية
- يوجي ناكا هو مصمم ومبرمج ألعاب فيديو
- كاجا شوزو هو مصمم يابانى لألعاب الفيديو
- يوشيتاكا أمانو